# Cobaltarthurita
La cobaltarthurita se definió como una nueva especie mineral a partir de ejamplares encontrados en una calicata situada a 1,8 km al NNE de Pastrana, en el término de Mazarrón (Murcia), que consecuentemente es su localidad tipo. Se encuentra como diminutos erizos de microcristales aciculares, de color marrón claro, o como pequeñas costras botrioidales, con la superficie de color marrón y aspecto aterciopelado, y el interior como bandas de diversos tono de marrón o amarillento. Su nombre deriva de que es el equivalente con cobalto de la arthurita.
En la publicación original se consideró que la calicata formaba parte de la mina Dolores, que fue explotada para obtener mineral de hierro, aunque realmente se trata de la concesión La Reconquistada, próxima pero independiente de ella. Está asociada a farmacosiderita, arsenocrandallita, arsenogoyazita, olivenita y conicalcita, entre otros. Se ha encontrado también pseudomorfizada total o parcialmente a farmacosiderita.
La cobaltarthurita es un mineral muy raro, conocido en solamente unas pocas localidades. Además de en la localidad tipo, se ha encontrado en la mina Khder y en la mina Oumlil, en el distrito de Bou Azer (Marruecos) y en concentrados de minerales pesados en una localidad de Finlandia